# Lijst van voetbalinterlands Afghanistan - Sri Lanka
Deze lijst van voetbalinterlands is een overzicht van alle officiële voetbalinterlands tussen de nationale teams van Afghanistan en Sri Lanka. De landen hebben tot nu toe acht keer tegen elkaar gespeeld. De eerste ontmoeting was op 10 januari 2003 in Dhaka (Bangladesh), tijdens de Zuid-Azië Cup 2003. De laatste keer dat beide landen tegenover elkaar stonden was op 31 december 2015 in Trivandrum (India), in een halve finale tijdens de Zuid-Azië Cup 2015.

## Wedstrijden
| № | Plaats     | Datum            | Competitie                          | Wedstrijd               | Uitslag |
| - | ---------- | ---------------- | ----------------------------------- | ----------------------- | ------- |
| 1 | Dhaka      | 10 januari 2003  | Zuid-Azië Cup 2003                  | Sri Lanka − Afghanistan | 1 − 0   |
| 2 | Karachi    | 11 december 2005 | Zuid-Azië Cup 2005                  | Sri Lanka − Afghanistan | 1 − 2   |
| 3 | Colombo    | 4 juni 2008      | Zuid-Azië Cup 2008                  | Sri Lanka − Afghanistan | 2 − 2   |
| 4 | Kathmandu  | 9 april 2011     | AFC Challenge Cup 2012 kwalificatie | Sri Lanka − Afghanistan | 0 − 1   |
| 5 | New Delhi  | 5 december 2011  | Zuid-Azië Cup 2011                  | Sri Lanka − Afghanistan | 1 − 3   |
| 6 | Vientiane  | 2 maart 2013     | AFC Challenge Cup 2014 kwalificatie | Afghanistan − Sri Lanka | 1 − 0   |
| 7 | Kathmandu  | 4 september 2013 | Zuid-Azië Cup 2013                  | Sri Lanka − Afghanistan | 1 − 3   |
| 8 | Trivandrum | 31 december 2015 | Zuid-Azië Cup 2015                  | Afghanistan − Sri Lanka | 5 − 0   |

## Samenvatting
| Competitie                     | Totaal gespeeld | Winst Afghanistan | Gelijk | Winst Sri Lanka | Doelsaldo Afghanistan – Sri Lanka |
| ------------------------------ | --------------- | ----------------- | ------ | --------------- | --------------------------------- |
| AFC Challenge Cup-kwalificatie | 2               | 2                 | 0      | 0               | 2 − 0                             |
| Zuid-Azië Cup                  | 6               | 4                 | 1      | 1               | 15 − 6                            |
| Totaal                         | 8               | 6                 | 1      | 1               | 17 − 6                            |

Wedstrijden bepaald door strafschoppen worden, in lijn met de FIFA, als een gelijkspel gerekend.
FFA · A-internationals · Afghaans vrouwenelftal
1940 - 1949 · 
1950 - 1959 · 
1960 - 1969 · 
1970 - 1979 · 
1980 - 1989 · 
1990 - 1999 · 
2000 – 2009 · 
2010 – 2019
Bangladesh ·
Bhutan ·
Cambodja ·
China ·
Filipijnen ·
Hongkong ·
India ·
Indonesië ·
Irak ·
Iran ·
Japan ·
Jordanië ·
Kirgizië ·
Koeweit ·
Laos ·
Libanon ·
Luxemburg ·
Malediven ·
Maleisië ·
Mongolië ·
Nepal ·
Noord-Korea ·
Oman ·
Pakistan ·
Palestina ·
Qatar ·
Saoedi-Arabië ·
Singapore ·
Sri Lanka ·
Syrië ·
Tadzjikistan ·
Taiwan ·
Thailand ·
Turkmenistan ·
Vietnam ·
Zuid-Korea
FSL ·
A-internationals ·
Sri Lankaans vrouwenelftal
Afghanistan ·
Bahrein ·
Bangladesh ·
Bhutan ·
Brunei ·
Cambodja ·
China ·
DDR ·
Filipijnen ·
Guam ·
Hongkong ·
India ·
Indonesië ·
Irak ·
Iran ·
Japan ·
Jemen ·
Jordanië ·
Kirgizië ·
Laos ·
Libanon ·
Macau ·
Malediven ·
Maleisië ·
Mongolië ·
Myanmar ·
Nepal ·
Noord-Korea ·
Oezbekistan ·
Oman ·
Pakistan ·
Palestina ·
Papoea-Nieuw-Guinea ·
Qatar ·
Saoedi-Arabië ·
Seychellen ·
Singapore ·
Soedan ·
Syrië ·
Tadzjikistan ·
Taiwan ·
Thailand ·
Turkmenistan ·
Verenigde Arabische Emiraten ·
Vietnam ·
Zuid-Korea